# Palmarès détaillé des championnats de France de ski alpin
Cet article donne les 3 premiers des Championnats de France de ski alpin pour chacune des 5 disciplines.

## Compétitions[1],[2]
Les résultats antérieurs à 1995 sont à compléter.

### Hommes
- Descente avec 19 compétitions (1995-2017)
- Super G avec 23 compétitions (1995-2017)
- Slalom géant avec 23 compétitions (1995-2017)
- Slalom avec 23 compétitions (1995-2017)
- Combiné avec 7 compétitions (2007-2017)

#### Descente hommes

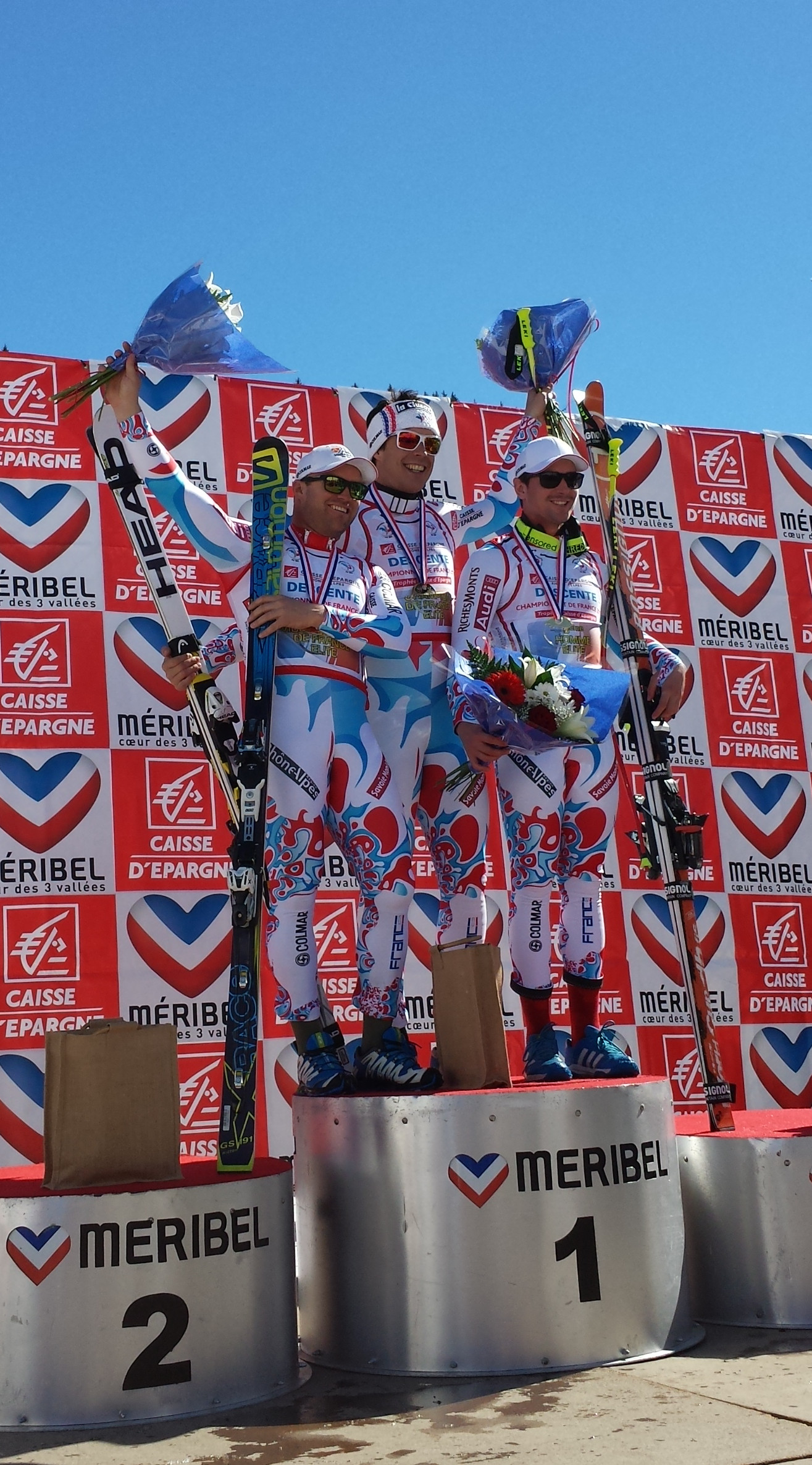
Podium du championnat de France de Descente en 2014 à Méribel : David Poisson, Johan Clarey et Maxence Muzaton (de gauche à droite)

| Année | Station                    | Or                                | Argent                   | Bronze                 |
| 1951  | La Clusaz                  | Maurice Sanglard                  | Jean Pazzi               | François Baud          |
| 1971  | La Plagne                  | Henri Duvillard                   | Jean-Luc Pinel           | Bernard Grosfilley     |
| 1973  | La Foux d'Allos            | Bernard Grosfilley                | Philippe Barroso         | Georges Baetz          |
| 1975  | Pra-Loup                   | Jean-Jack Bertrand                | Patrick Brye             | Bernard Rossat-Mignod  |
| 1976  | Serre-Chevalier            | Jean-Jack Bertrand                | Patrice Pellat-Finet     | Patrice Ciprelli       |
| 1978  |                            | Jean-Marc Muffat                  |                          |                        |
| 1979  | Auron                      | Pascal Martin / Philippe Verneret |                          |                        |
| 1980  | Les Orres                  | Philippe Pugnat                   | Jean-Marc Muffat         | Guy Pessey             |
| 1982  | Val Thorens / Les Menuires | Philippe Verneret                 | Michel Vion              | Henri Feige            |
| 1984  | Auron                      | Michel Vion                       | Franck Piccard           | Franck Pons            |
| 1986  | Chamrousse                 | Denis Rey                         | Emmanuel Vulliet         | Franck Pons            |
| 1987  | Megève                     | Luc Alphand                       | Philippe Verneret        | Lionel Rey             |
| 1995  | Les Arcs                   | Luc Alphand                       | Stéphane Aubonnet        | Christophe Plé         |
| 1995  | Les Arcs                   | Luc Alphand                       | Stéphane Aubonnet        | Christophe Plé         |
| 1996  | Les Menuires               | Luc Alphand                       | Benjamin Melquiond       | Adrien Duvillard       |
| 1997  | Alpe d'Huez                | Luc Alphand                       | Antoine Deneriaz         | Jean-Luc Cretier       |
| 1998  | Serre Chevalier            | Nicolas Burtin                    | Jean-Luc Cretier         | Luc Alphand            |
| 1999  | La Clusaz                  | Christophe Saioni                 | Sébastien Fournier-Bidoz | Benjamin Melquiond     |
| 2000  | Valloire                   | Pierre-Emmanuel Dalcin            | Marc Bottolier           | Freddy Rech            |
| 2001  | -                          | -                                 | -                        | -                      |
| 2002  | Megève                     | Claude Crétier                    | Antoine Deneriaz         | Cedric Meilleur        |
| 2003  | Les Menuires               | Antoine Deneriaz                  | Sébastien Fournier-Bidoz | Claude Crétier         |
| 2004  | Flaine                     | Antoine Deneriaz                  | Yannick Bertrand         | David Poisson          |
| 2005  | Alpe d'Huez                | Yannick Bertrand                  | Guillermo Fayed          | Pierre Paquin          |
| 2006  | -                          | -                                 | -                        | -                      |
| 2007  | Val d'Isère                | Pierre Paquin                     | Guillermo Fayed          | Cyril Nocenti          |
| 2008  | Auron                      | Yannick Bertrand                  | Johan Clarey             | David Poisson          |
| 2009  | Megève                     | Yannick Bertrand                  | Adrien Théaux            | Pierre-Emmanuel Dalcin |
| 2010  | Les Menuires               | Yannick Bertrand / Adrien Théaux  | -                        | Johan Clarey           |
| 2011  | Tignes                     | Johan Clarey                      | Adrien Théaux            | Maxence Muzaton        |
| 2012  | Alpe d'Huez                | Adrien Théaux                     | Alexandre Pasquier       | Valentin Giraud Moine  |
| 2013  | Peyragudes                 | Adrien Théaux                     | Brice Roger              | Nicolas Raffort        |
| 2014  | Méribel                    | Johan Clarey                      | David Poisson            | Maxence Muzaton        |
| 2015  | -                          | -                                 | -                        | -                      |
| 2016  | Les Menuires               | Valentin Giraud Moine             | Cyprien Sarrazin         | Blaise Giezendanner    |
| 2017  | -                          | -                                 | -                        | -                      |
| 2018  | Châtel                     | Adrien Théaux                     | Johan Clarey             | Nicolas Raffort        |
| 2019  | Auron                      | Maxence Muzaton                   | Johan Clarey             | Roy Piccard            |
| 2020  | -                          | -                                 | -                        | -                      |
| 2021  | Châtel                     | Matthieu Bailet                   | Nils Alphand             | Nicolas Raffort        |
| 2022  | Auron                      | Maxence Muzaton                   | Matthieu Bailet          | Cyprien Sarrazin       |
| 2023  | Les Orres                  | Florian Loriot                    | Johan Clarey             | Léo Ducros             |
| 2024  | Megève                     | -                                 | -                        | -                      |
| 2025  | Méribel                    | Nils Allègre                      | Maxence Muzaton          | Charles Gamel Seigneur |

#### Super Géant hommes

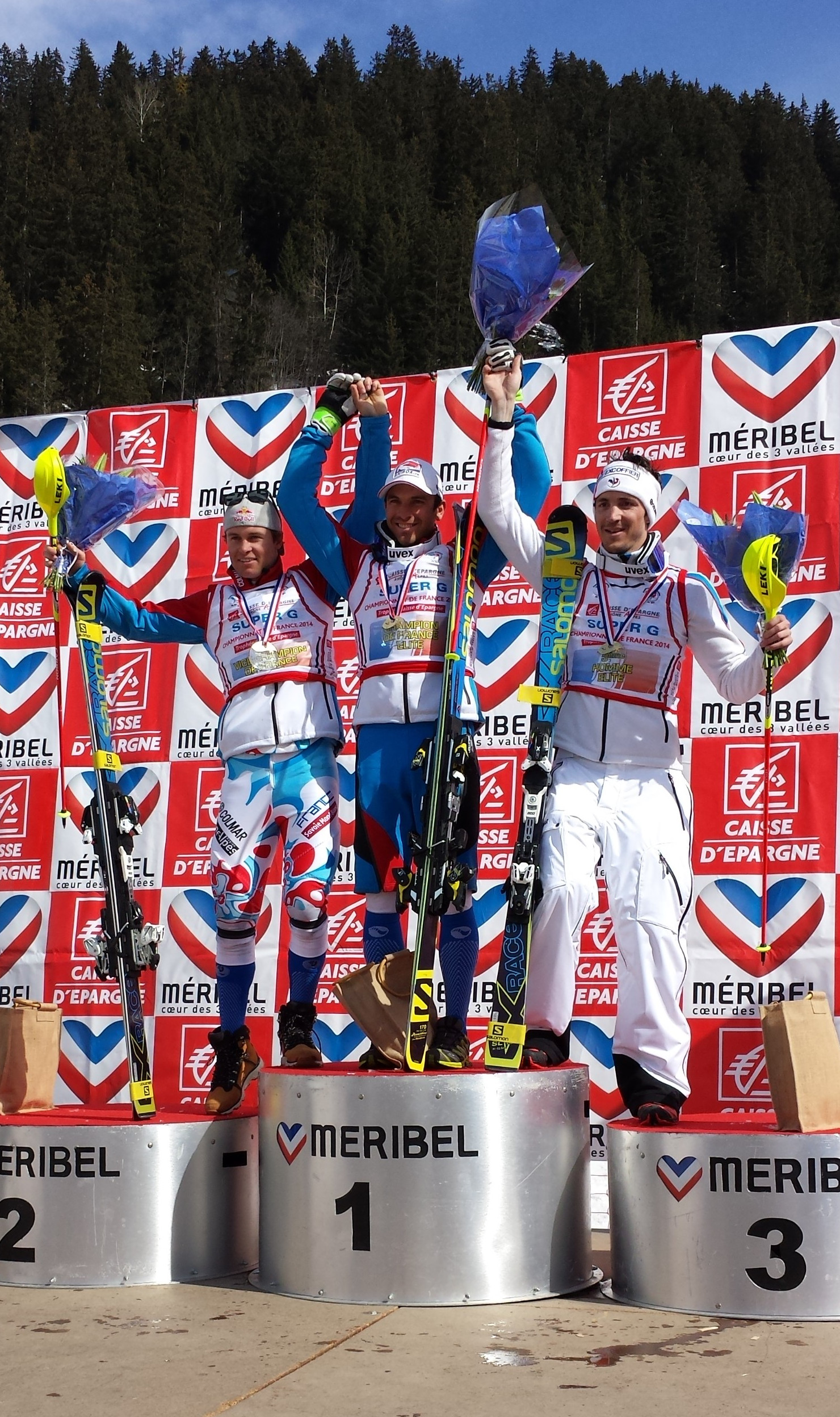
Podium du championnat de France de Super G 2014 à Méribel : Alexis Pinturault, Thomas Mermillod-Blondin et Steve Missillier (de gauche à droite)

| Année | Station         | Or                       | Argent                   | Bronze                   |
| 1995  | Les Arcs        | Christophe Plé           | David Pretot             | Jean-Luc Cretier         |
| 1996  | Les Menuires    | Xavier Fournier-Bidoz    | Benjamin Melquiond       | Luc Alphand              |
| 1997  | Alpe d'Huez     | Benjamin Melquiond       | Antoine Deneriaz         | Sébastien Fournier-Bidoz |
| 1998  | Serre Chevalier | Sébastien Fournier-Bidoz | Jean-Luc Cretier         | Jeff Piccard             |
| 1999  | La Clusaz       | Christophe Saioni        | Antoine Deneriaz         | Sébastien Fournier-Bidoz |
| 2000  | Alpe d'Huez     | Benjamin Melquiond       | Christophe Saioni        | Pierre-Emmanuel Dalcin   |
| 2001  | Alpe d'Huez     | Claude Crétier           | Frederic Ottobon         | Sébastien Fournier-Bidoz |
| 2002  | Val d'Isère     | Laurent Caiolo           | Christophe Saioni        | Freddy Rech              |
| 2003  | Les Menuires    | Claude Crétier           | Johan Clarey             | Jeff Piccard             |
| 2004  | Flaine          | Antoine Deneriaz         | Marc Bottolier-Lasquin   | Pierre-Emmanuel Dalcin   |
| 2005  | Alpe d'Huez     | David Poisson            | Cyril Vieux              | Yannick Bertrand         |
| 2006  | Val d'Isère     | Pierre-Emmanuel Dalcin   | Thomas Frey              | Sébastien Fournier-Bidoz |
| 2007  | Val d'Isère     | Adrien Théaux            | Thomas Frey              | Antoine Deneriaz         |
| 2008  | Auron           | David Poisson            | Pierre-Emmanuel Dalcin   | Johan Clarey             |
| 2009  | Lélex           | Adrien Théaux            | Pierre Paquin            | Yannick Bertrand         |
| 2010  | Les Menuires    | Adrien Théaux            | Sébastien Pichot         | Paul Schroeder           |
| 2011  | Tignes          | Adrien Théaux            | Yannick Bertrand         | Alexandre Bouillot       |
| 2012  | Alpe d'Huez     | Gauthier de Tessières    | Thomas Mermillod-Blondin | Johan Clarey             |
| 2013  | Peyragudes      | Adrien Théaux            | Yannick Bertrand         | Thomas Mermillod-Blondin |
| 2014  | Méribel         | Thomas Mermillod-Blondin | Alexis Pinturault        | Steve Missillier         |
| 2015  | Serre-Chevalier | Adrien Théaux            | Thomas Mermillod-Blondin | Johan Clarey             |
| 2016  | Les Menuires    | Matthieu Bailet          | Adrien Théaux            | Blaise Giezendanner      |
| 2017  | Val Thorens     | Adrien Théaux            | Blaise Giezendanner      | Cyprien Sarrazin         |
| 2018  | Châtel          | Nils Allègre             | Adrien Théaux            | Blaise Giezendanner      |
| 2019  | Auron           | Johan Clarey             | Nils Allègre             | Maxence Muzaton          |
| 2020  | -               | -                        | -                        | -                        |
| 2021  | Châtel          | Adrien Fresquet          | Nils Allègre             | Johan Clarey             |
| 2022  | Auron           | Cyprien Sarrazin         | Matthieu Bailet          | Nils Allègre             |
| 2023  | Les Orres       | Nils Allègre             | Blaise Giezendanner      | Nils Alphand             |
| 2024  | Megève          | -                        | -                        | -                        |
| 2025  | Méribel         | Florian Loriot           | Nils Allègre             | Alban Elezi Cannaferina  |

#### Slalom géant hommes
| Année | Station            | Or                    | Argent                                 | Bronze                |
| 1950  | Briançon           | Maurice Sanglard      | Guy de Huertas                         | Maurice Besson        |
| 1951  | La Clusaz          | Maurice Sanglard      | Claude Penz                            | Georges Panisset      |
| 1971  | La Plagne          | Patrick Russel        | Alain Penz                             | Jean-Noël Augert      |
| 1972  | Morzine            | Alain Penz            | Roger Rossat-Mignod                    | Claude Perrot         |
| 1974  | Morzine / Avoriaz  | Alain Roche           | Philippe Hardy                         | Laurent Mazzili       |
| 1975  | Pra-Loup           | Alain Navillod        | Philippe Barroso                       | Philippe Hardy        |
| 1976  | Monêtier-les-Bains | Philippe Barroso      | Alain Navillod                         | Patrice Ciprelli      |
| 1980  | Les Orres          | Luc Morisset          | Alain Navillod                         | Daniel Mougel         |
| 1982  | Valberg            | Didier Bouvet         | Patrick Lamotte                        | Yves Tavernier        |
| 1983  | Saint-Jean-d'Aulps | Yves Tavernier        | Patrick Lamotte                        | Daniel Fontaine       |
| 1984  | Auron              | Yves Tavernier        | Franck Piccard                         | Marc Garcia           |
| 1986  | Lans-en-Vercors    | Christian Gaidet      | Philippe Grand                         | Jérôme Noviant        |
| 1987  | Flaine             | Yves Tavernier        | Jérôme Noviant                         | Philippe Grand        |
| 1992  | Méribel            | Thierry Gentina       |                                        |                       |
| 1995  | Morzine            | Ian Piccard           | Alain Feutrier                         | Franck Piccard        |
| 1996  | Les Menuires       | Christophe Saioni     | Joel Chenal                            | Ian Piccard           |
| 1997  | Alpe d'Huez        | Ian Piccard           | Joel Chenal                            | Christophe Saioni     |
| 1998  | Serre Chevalier    | Joel Chenal           | Jeff Piccard                           | Frédéric Covili       |
| 1999  | La Clusaz          | Raphael Burtin        | Nicolas Zoll                           | Joel Chenal           |
| 2000  | Valloire           | Raphael Burtin        | Joel Chenal                            | Vincent Millet        |
| 2001  | Courchevel         | Jean-Pierre Vidal     | Gauthier de Tessières                  | Frédéric Covili       |
| 2002  | Val d'Isère        | Frédéric Covili       | Vincent Millet                         | Gauthier de Tessières |
| 2003  | Les Menuires       | Frédéric Covili       | Joël Chenal                            | Vincent Millet        |
| 2004  | Flaine             | Jean-Pierre Vidal     | Raphaël Burtin                         | Jeff Piccard          |
| 2005  | Alpe d'Huez        | Jean-Pierre Vidal     | Gauthier de Tessières                  | Thomas Fanara         |
| 2006  | Courchevel         | Joël Chenal           | Thomas Fanara                          | Gauthier de Tessières |
| 2007  | Val Cenis          | Thomas Fanara         | Steve Missillier                       | Cyprien Richard       |
| 2008  | Auron              | Cyprien Richard       | Sébastien Pichot                       | Jean-Baptiste Grange  |
| 2009  | Lélex              | Thomas Fanara         | Thomas Mermillod-Blondin               | Thomas Frey           |
| 2010  | Les Menuires       | Alexis Pinturault     | Cyprien Richard                        | Adrien Théaux         |
| 2011  | Mont-Dore          | Gauthier de Tessières | Cyprien Richard                        | Alexis Pinturault     |
| 2012  | Alpe d'Huez        | Alexis Pinturault     | Thomas Mermillod-Blondin               | Cyprien Richard       |
| 2013  | Peyragudes         | Steve Missillier      | Thomas Fanara                          | Alexis Pinturault     |
| 2014  | Méribel            | Mathieu Faivre        | Thomas Fanara                          | Alexis Pinturault     |
| 2015  | Serre-Chevalier    | Thomas Fanara         | Mathieu Faivre                         | Cyprien Richard       |
| 2016  | Les Menuires       | Alexis Pinturault     | Thomas Fanara / Victor Muffat-Jeandet  | -                     |
| 2017  | Lélex              | Cyprien Sarrazin      | Alexis Pinturault                      | Victor Muffat-Jeandet |
| 2018  | Châtel             | Victor Muffat-Jeandet | Alexis Pinturault                      | Thomas Fanara         |
| 2019  | Isola 2000         | Alexis Pinturault     | Victor Muffat-Jeandet                  | Thibaut Favrot        |
| 2020  | -                  | -                     | -                                      | -                     |
| 2021  | Saint-Jean-d'Aulps | Victor Muffat-Jeandet | Thibaut Favrot                         | Cyprien Sarrazin      |
| 2022  | Isola 2000         | Thibaut Favrot        | Alexis Pinturault                      | Mathieu Faivre        |
| 2023  | Val Thorens        | Lio Baraldi           | Léo Anguenot                           | Baptiste Sambuis      |
| 2024  | Megève             | Diego Orecchioni      | Thibaut Favrot                         | Léo Anguenot          |
| 2025  | Méribel            | Guerlain Favre        | Léo Anguenot / Alban Elezi Cannaferina | -                     |

#### Slalom hommes
| Année | Station              | Or                                           | Argent                   | Bronze                                      |
| 1971  | La Plagne            | Patrick Russel                               | Henri Duvillard          | Alain Penz                                  |
| 1972  | Morzine              | Alain Penz                                   | Henri Bréchu             | Jean-Philippe Sanson                        |
| 1973  | La Foux d'Allos      | Jean-Louis Vidal                             | Philippe Barroso         | Hervé Scarafiotti                           |
| 1974  | Morzine / Avoriaz    | Philippe Barroso                             | Jean-Louis Vidal         | René Arpin-Pont                             |
| 1975  | Pra-Loup             | Alain Navillod                               | Claude Perrot            | Gérard Bonnevie                             |
| 1976  | Montgenèvre          | Roland Roche                                 | Claude Perrot            | Philippe Hardy                              |
| 1980  | Les Orres            | Michel Canac                                 | Luc Morisset             | Daniel Mougel                               |
| 1982  | Valberg              | Yves Tavernier                               | Michel Canac             | Eric Pechoux                                |
| 1984  | Auron                | Didier Bouvet                                | Daniel Mougel            | Michel Canac                                |
| 1986  | Les Sept Laux        | Didier Bouvet                                | Christian Gaidet         | Daniel Mougel                               |
| 1987  | Les Carroz d'Arâches | Eric Pieri                                   | Hervé Anselme            | Daniel Mougel                               |
| 1991  | Les Menuires         | Didier Schmidt                               |                          |                                             |
| 1995  | Morzine              | Yves Dimier                                  | Sébastien Amiez          | Max Ancenay                                 |
| 1996  | Vars                 | Sébastien Amiez                              | Kevin Page               | Max Ancenay                                 |
| 1997  | Alpe d'Huez          | Éric Rolland                                 | Kevin Page               | Gaetan Llorach                              |
| 1998  | Serre Chevalier      | Richard Gravier                              | Yves Dimier              | Joel Chenal                                 |
| 1999  | La Clusaz            | Sébastien Amiez                              | Kevin Page               | Yves Dimier                                 |
| 2000  | Valloire             | François Simond                              | Julien Lizeroux          | Pierre Violon                               |
| 2001  | Courchevel           | Jean-Pierre Vidal                            | Sébastien Amiez          | Julien Lizeroux                             |
| 2002  | Megève               | Stéphane Tissot                              | Kevin Page               | Pierrick Bourgeat                           |
| 2003  | Les Menuires         | Jean-Pierre Vidal                            | Stéphane Tissot          | Romain Valla                                |
| 2004  | Les Carroz           | Sébastien Amiez                              | Gaetan Llorach           | Stéphane Tissot                             |
| 2005  | Alpe d'Huez          | Stéphane Tissot                              | Pierre Paquin            | Sébastien Amiez                             |
| 2006  | Courchevel           | Jean-Baptiste Grange                         | Pierrick Bourgeat        | Julien Lizeroux                             |
| 2007  | Les Arcs             | Steve Missillier                             | Pierrick Bourgeat        | Thomas Mermillod-Blondin / Sébastien Sorrel |
| 2008  | Isola 2000           | Julien Lizeroux                              | Jean-Baptiste Grange     | Steve Missillier                            |
| 2009  | Lélex                | Jean-Baptiste Grange                         | Julien Lizeroux          | Steve Missillier                            |
| 2010  | Les Menuires         | Mathieu Faivre                               | Maxime Tissot            | Thomas Mermillod-Blondin                    |
| 2011  | Mont-Dore            | Alexis Pinturault                            | Thomas Mermillod-Blondin | Victor Muffat-Jeandet                       |
| 2012  | Alpe d'Huez          | Steve Missillier                             | Thomas Mermillod-Blondin | Alexis Pinturault                           |
| 2013  | Peyragudes           | Alexis Pinturault / Thomas Mermillod-Blondin | -                        | Steve Missillier                            |
| 2014  | Les Arcs             | Victor Muffat-Jeandet                        | Julien Lizeroux          | Maxime Tissot                               |
| 2015  | Serre-Chevalier      | Jean-Baptiste Grange                         | Steve Missillier         | François Place                              |
| 2016  | Les Menuires         | Alexis Pinturault                            | Jean-Baptiste Grange     | Steve Missillier                            |
| 2017  | Lélex                | Clément Noël                                 | Victor Muffat-Jeandet    | Jean-Baptiste Grange                        |
| 2018  | Châtel               | Victor Muffat-Jeandet                        | Robin Buffet             | Jean-Baptiste Grange                        |
| 2019  | Auron                | Clément Noël                                 | Julien Lizeroux          | Victor Muffat-Jeandet                       |
| 2020  | -                    | -                                            | -                        | -                                           |
| 2021  | Les Gets             | Victor Muffat-Jeandet                        | Clément Noël             | Léo Anguenot                                |
| 2022  | Auron                | Clément Noël                                 | Steven Amiez             | Hugo Desgrippes                             |
| 2023  | Les Orres            | Clément Noël                                 | Steven Amiez             | Paco Rassat                                 |
| 2024  | Megève               | Clément Noël                                 | Steven Amiez             | Victor Muffat-Jeandet                       |
| 2025  | Méribel              | Théo Lopez                                   | Steven Amiez             | Victor Muffat-Jeandet                       |

#### Combiné hommes

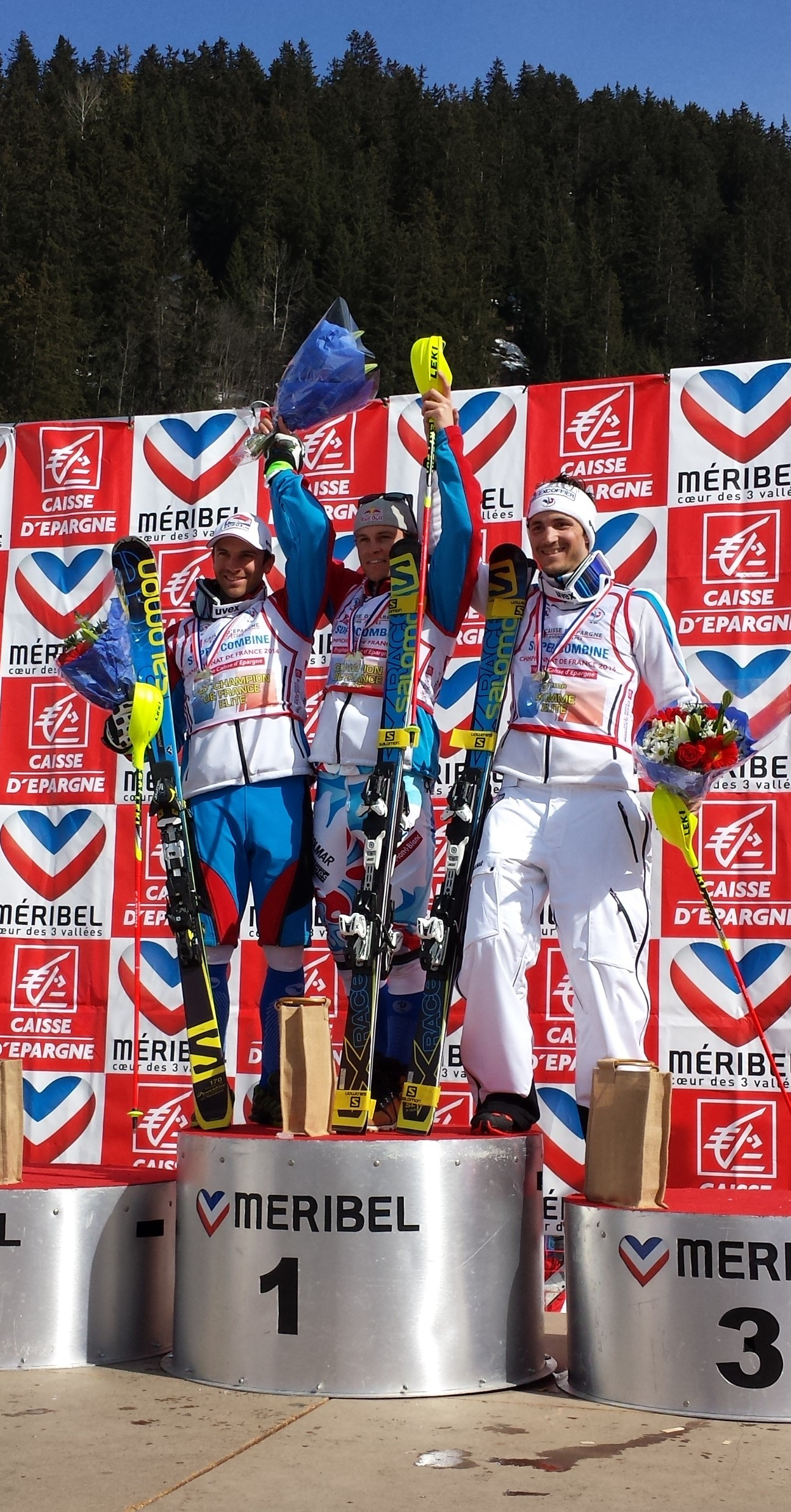
Podium du championnat de France de Super Combiné 2014 à Méribel : (de gauche à droite) Thomas Mermillod-Blondin, Alexis Pinturault et Steve Missillier

| Année | Station                              | Or                    | Argent                   | Bronze                |
| 1971  | La Plagne                            | Alain Penz            | Claude Perrot            | Philippe Hardy        |
| 1972  | Morzine                              | Alain Penz            | Henri Bréchu             | Jean-Philippe Sanson  |
| 1973  | La Foux d'Allos                      | Philippe Barroso      | Laurent Mazzili          | Christian Raynaud     |
| 1974  | Morzine / Avoriaz                    | René Arpin-Pont       | François Trincaz         | Hervé Scarafiotti     |
| 1975  | Pra-Loup                             | Alain Navillod        | Claude Perrot            | Bernard Rossat-Mignod |
| 1976  | Briançonnais                         | Patrice Ciprelli      | Patrice Pellat-Finet     | Patrick Fechoz        |
| 1979  | Auron                                | Patrick Blanc         |                          |                       |
| 1981  |                                      | Patrick Blanc         |                          |                       |
| 1982  | Val Thorens / Les Menuires / Valberg | Michel Coranotte      | A. Nicolas Prouvost      | Guy Pessey            |
| 1984  | Auron                                | Michel Canac          | Yves Tavernier           | Franck Piccard        |
| 1986  |                                      | Jérôme Noviant        |                          |                       |
| 1987  | Megève / Les Carroz d'Arâches        | Luc Alphand           | John Piccard             | Armand Schiele        |
| 2007  | Val d'Isère                          | Pierre Paquin         | Alexandre Bouillot       | Julien Lizeroux       |
| 2008  | Auron                                | Pierre Paquin         | Thomas Mermillod-Blondin | Adrien Théaux         |
| 2009  | Megève                               | Alexis Pinturault     | Sébastien Pichot         | Pierre Paquin         |
| 2010  | Les Menuires                         | François Place        | Sébastien Pichot         | Mathieu Faivre        |
| 2011  | Tignes                               | Mathieu Faivre        | Alexis Pinturault        | Adrien Théaux         |
| 2012  | -                                    | -                     | -                        | -                     |
| 2013  | -                                    | -                     | -                        | -                     |
| 2014  | Méribel                              | Alexis Pinturault     | Thomas Mermillod-Blondin | Steve Missillier      |
| 2015  | -                                    | -                     | -                        | -                     |
| 2016  | Les Menuires                         | Thibaut Favrot        | Cyprien Sarrazin         | Mathieu Faivre        |
| 2017  | Val Thorens                          | Victor Muffat-Jeandet | Cyprien Sarrazin         | Maxime Rizzo          |
| 2018  | Châtel                               | Nils Allègre          | Florian Loriot           | Evan Klufts           |
| 2019  | Auron                                | Maxence Muzaton       | Louis Tuaire             | Robin Buffet          |
| 2020  | -                                    | -                     | -                        | -                     |
| 2021  | Châtel                               | Victor Muffat-Jeandet | Léo Anguenot             | Florian Loriot        |
| 2022  | Auron                                | Cyprien Sarrazin      | Léo Ducros               | Adrien Fresquet       |
| 2023  | Les Orres                            | Hugo Desgrippes       | Antoine Azzolin          | Léo Ducros            |

#### Parallèle hommes
| Année | Station    | Or             | Argent       | Bronze                  |
| 1982  | La Rosière | Franck Piccard | Michel Canac | Marc Garcia             |
| 2022  | Auron      | Thibaut Favrot | Léo Ducros   | Alban Elezi Cannaferina |

### Femmes
- Descente avec 21 compétitions (1995-2017)
- Super G avec 20 compétitions (1995-2017)
- Slalom géant avec 23 compétitions (1995-2017)
- Slalom avec 23 compétitions (1995-2017)
- Combiné avec 6 compétitions (2008-2017)

#### Descente femmes
| Année | Station         | Or                          | Argent                | Bronze                |
| 1951  | La Clusaz       | Jacqueline Martel           | Marysette Agnel       | Andrée Tournier       |
| 1960  | La Clusaz       | Marie-José Dusonchet        | Édith Vuarnet-Bonlieu | Francine Bréaud       |
| 1971  | La Plagne       | Jacqueline Rouvier          | Isabelle Mir          | Michèle Jacot         |
| 1972  | Morzine         | Isabelle Mir                | Michèle Jacot         | Christine Rolland     |
| 1976  | Montgenèvre     | Danièle Debernard           | Jacqueline Rouvier    | Michèle Jacot         |
| 1980  | Les Orres       | Marie-Luce Waldmeier        | Claudine Emonet       | Sophie Caprio         |
| 1982  | Tignes          | Marie-Cécile Gros-Gaudenier | Marie-Luce Waldmeier  | Catherine Quittet     |
| 1984  | Auron           | Marie-Cécile Gros-Gaudenier | Catherine Quittet     | Caroline Attia        |
| 1986  | Chamrousse      | Catherine Quittet           | Anne-Flore Rey        | Elisabeth Chaud       |
| 1987  | Megève          | Carole Merle                | Nathalie Cruce        | Karine Pons           |
| 1995  | Les Arcs        | Régine Cavagnoud            | Florence Masnada      | Eleonore Richon       |
| 1996  | Les Menuires    | Carole Montillet            | Régine Cavagnoud      | Laetitia Dalloz       |
| 1997  | Alpe d'Huez     | Carole Montillet            | Mélanie Suchet        | Régine Cavagnoud      |
| 1998  | Serre Chevalier | Florence Masnada            | Mélanie Suchet        | Régine Cavagnoud      |
| 1999  | La Clusaz       | Carole Montillet            | Florence Masnada      | Marianne Brechu       |
| 2000  | Valloire        | Ingrid Jacquemod            | Carole Montillet      | Mélanie Suchet        |
| 2001  | -               | -                           | -                     | -                     |
| 2002  | Megève          | Mélanie Suchet              | Carole Montillet      | Émilie Depommier      |
| 2003  | Les Menuires    | Mélanie Suchet              | Chloé Georges         | Marie Marchand-Arvier |
| 2004  | Flaine          | Mélanie Suchet              | Carole Montillet      | Magda Mattel          |
| 2005  | Alpe d'Huez     | Marion Rolland              | Ingrid Jacquemod      | Magda Mattel          |
| 2006  | Courchevel      | Aurélie Revillet            | Olivia Bertrand       | Ingrid Jacquemod      |
| 2007  | Val d'Isère     | Ingrid Jacquemod            | Anne-Sophie Barthet   | Marion Pellissier     |
| 2008  | Auron           | Marion Rolland              | Marie Marchand-Arvier | Aurélie Revillet      |
| 2009  | Megève          | Aurélie Revillet            | Marion Pellissier     | Ingrid Jacquemod      |
| 2010  | Les Menuires    | Aurélie Revillet            | Marine Gauthier       | Ingrid Jacquemod      |
| 2011  | Tignes          | Marion Rolland              | Ingrid Jacquemod      | Margot Bailet         |
| 2012  | Alpe d'Huez     | Marion Rolland              | Anne-Sophie Barthet   | Marion Pellissier     |
| 2013  | Peyragudes      | Marion Rolland              | Marie Marchand-Arvier | Jennifer Piot         |
| 2014  | -               | -                           | -                     | -                     |
| 2015  | Serre-Chevalier | Margot Bailet               | Marie Marchand-Arvier | Anouk Bessy           |
| 2016  | Les Menuires    | Anne-Sophie Barthet         | Margot Bailet         | Romane Miradoli       |
| 2017  | Tignes          | Tiffany Gauthier            | Romane Miradoli       | Laura Gauché          |
| 2018  | Châtel          | Romane Miradoli             | Esther Paslier        | Madeleine Chirat      |
| 2019  | Auron           | Romane Miradoli             | Madeleine Chirat      | Margot Bailet         |
| 2020  | -               | -                           | -                     | -                     |
| 2021  | Châtel          | Esther Paslier              | Tifany Roux           | Laura Gauché          |
| 2022  | Auron           | Romane Miradoli             | Laura Gauché          | Esther Paslier        |
| 2023  | Les Orres       | Anouck Errard               | Garance Meyer         | June Brand            |
| 2024  | -               | -                           | -                     | -                     |
| 2025  | Méribel         | Romane Miradoli             | Laura Gauché          | Camille Cerutti       |

#### Super G femmes
| Année | Station         | Or                    | Argent                | Bronze                          |
| 1995  | Les Arcs        | Florence Masnada      | Régine Cavagnoud      | Carole Montillet                |
| 1996  | Les Menuires    | Régine Cavagnoud      | Fujiko Sekino         | Marianne Brechu                 |
| 1997  | Alpe d'Huez     | Carole Montillet      | Marianne Brechu       | Florence Masnada                |
| 1998  | Serre Chevalier | Carole Montillet      | Régine Cavagnoud      | Laetitia Dalloz                 |
| 1999  | La Clusaz       | Carole Montillet      | Marianne Brechu       | Fujiko Sekino                   |
| 2000  | Tignes          | Ingrid Jacquemod      | Mélanie Suchet        | Carole Montillet                |
| 2001  | -               | -                     | -                     | -                               |
| 2002  | -               | -                     | -                     | -                               |
| 2003  | Les Menuires    | Mélanie Suchet        | Carole Montillet      | Julie Duvillard                 |
| 2004  | Flaine          | Ingrid Jacquemod      | Mélanie Suchet        | Carole Montillet                |
| 2005  | Val d'Isère     | Ingrid Jacquemod      | Marion Rolland        | Magda Mattel                    |
| 2006  | Courchevel      | Olivia Bertrand       | Ingrid Jacquemod      | Aurélie Santon                  |
| 2007  | Tignes          | Aude Aguilaniu        | Marie Marchand-Arvier | Aurélie Santon                  |
| 2008  | Auron           | Marie Marchand-Arvier | Marion Rolland        | Aurélie Revillet                |
| 2009  | Lélex           | Olivia Bertrand       | Marion Rolland        | Aurélie Revillet                |
| 2010  | Les Menuires    | Marie Marchand-Arvier | Ingrid Jacquemod      | Anémone Marmottan               |
| 2011  | Tignes          | Marie Marchand-Arvier | Ingrid Jacquemod]     | Margot Bailet                   |
| 2012  | Alpe d'Huez     | Marion Rolland        | Anne-Sophie Barthet   | Romane Miradoli                 |
| 2013  | Peyragudes      | Marion Rolland        | Tessa Worley          | Jennifer Piot                   |
| 2014  | -               | -                     | -                     | -                               |
| 2015  | Tignes          | Margot Bailet         | Marie Marchand-Arvier | Tessa Worley                    |
| 2016  | Les Menuires    | Romane Miradoli       | Coralie Frasse-Sombet | Tessa Worley                    |
| 2017  | Val Thorens     | Tessa Worley          | Tiffany Gauthier      | Romane Miradoli / Marie Massios |
| 2018  | Châtel          | Tessa Worley          | Romane Miradoli       | Esther Paslier                  |
| 2019  | Auron           | Romane Miradoli       | Jennifer Piot         | Tessa Worley                    |
| 2020  | -               | -                     | -                     | -                               |
| 2021  | Châtel          | Camille Cerutti       | Tifany Roux           | Esther Paslier                  |
| 2022  | Auron           | Romane Miradoli       | Laura Gauché          | Tessa Worley                    |
| 2023  | Les Orres       | Tessa Worley          | Camille Cerutti       | Tifany Roux                     |
| 2024  | Avoriaz         | Garance Meyer         | Camille Cerutti       | Tifany Roux                     |
| 2025  | Méribel         | Romane Miradoli       | Laura Gauché          | Camille Cerutti                 |

#### Slalom géant femmes
| Année | Station            | Or                       | Argent                   | Bronze                   |
| 1950  | Briançon           | Marysette Agnel          | Madeleine Joguet         | Jacqueline Lemaire       |
| 1951  | La Clusaz          | Marysette Agnel          | Andrée Tournier          | Jacqueline Martel        |
| 1971  | La Plagne          | Jacqueline Rouvier       | Isabelle Mir             | Jocelyne Périllat        |
| 1972  | Morzine            | Danièle Debernard        | Christine Rolland        | Florence Steurer         |
| 1973  | La Foux d'Allos    | Fabienne Serrat          | Patricia Emonet          | Brigitte Jeandel         |
| 1974  | Morzine / Avoriaz  | Odile Chalvin            | Martine Ducroz           | Muriel Mandrillon        |
| 1975  | Pra-Loup           | Fabienne Serrat          | Muriel Mandrillon        | Patricia Emonet          |
| 1976  | Puy-Saint-Vincent  | Danièle Debernard        | Jacqueline Rouvier       | Patricia Emonet          |
| 1980  | Les Orres          | Perrine Pelen            | Fabienne Serrat          | Catherine Quittet        |
| 1982  | Valberg            | Hélène Barbier           | Fabienne Serrat          | Christelle Guignard      |
| 1984  | Auron              | Hélène Barbier           | Carole Merle             | Fabienne Serrat          |
| 1986  | Lans-en-Vercors    | Perrine Pelen            | Małgorzata Tlałka-Mogore | Hélène Barbier           |
| 1987  | Megève             | Carole Merle             | Nathalie Bouvier         | Małgorzata Tlałka-Mogore |
| 1995  | Morzine            | Sophie Lefranc-Duvillard | Leila Piccard            | Florence Masnada         |
| 1996  | Les Menuires       | Régine Cavagnoud         | Kristina Duvillard       | Céline Martin            |
| 1997  | Alpe d'Huez        | Sophie Lefranc-Duvillard | Régine Cavagnoud         | Florence Masnada         |
| 1998  | Serre Chevalier    | Leila Piccard            | Régine Cavagnoud         | Florence Masnada         |
| 1999  | La Clusaz          | Leila Piccard            | Melanie Lenoir           | Fujiko Sekino            |
| 2000  | Valloire           | Christel Pascal-Saioni   | Fujiko Sekino            | Régine Cavagnoud         |
| 2001  | Courchevel         | Régine Cavagnoud         | Christel Pascal-Saioni   | Krristina Duvillard      |
| 2002  | Megève             | Carole Montillet         | Emmanuelle Colomban      | Kristina Duvillard       |
| 2003  | Les Menuires       | Raphaëlle Strub          | Kristina Duvillard       | Laurence Lazier          |
| 2004  | Flaine             | Ingrid Jacquemod         | Audrey Peltier           | Julie Duvillard          |
| 2005  | Alpe d'Huez        | Ingrid Jacquemod         | Marion Bertrand          | Corinne Anselmet         |
| 2006  | Villard-de-Lans    | Aurélie Santon           | Ingrid Jacquemod         | Anne-Sophie Barthet      |
| 2007  | Val d'Isère        | Ingrid Jacquemod         | Anne-Sophie Barthet      | Tessa Worley             |
| 2008  | Auron              | Tessa Worley             | Marion Bertrand          | Aurélie Santon           |
| 2009  | Vars               | Tessa Worley             | Ingrid Jacquemod         | Taina Barioz             |
| 2010  | Les Menuires       | Anémone Marmottan        | Taina Barioz             | Tessa Worley             |
| 2011  | Mont-Dore          | Tessa Worley             | Marion Bertrand          | Anne-Sophie Barthet      |
| 2012  | Alpe d'Huez        | Marion Bertrand          | Tessa Worley             | Anne-Sophie Barthet      |
| 2013  | Peyragudes         | Anémone Marmottan        | Tessa Worley             | Clara Direz              |
| 2014  | Méribel            | Marion Bertrand          | Anne-Sophie Barthet      | Romane Miradoli          |
| 2015  | Serre-Chevalier    | Tessa Worley             | Taina Barioz             | Coralie Frasse-Sombet    |
| 2016  | Les Menuires       | Taina Barioz             | Adeline Baud-Mugnier     | Anne-Sophie Barthet      |
| 2017  | Lélex              | Tessa Worley             | Jade Grillet-Aubert      | Romane Miradoli          |
| 2018  | Châtel             | Tessa Worley             | Taina Barioz             | Clara Direz              |
| 2019  | Auron              | Tessa Worley             | Clara Direz              | Coralie Frasse-Sombet    |
| 2020  | -                  | -                        | -                        | -                        |
| 2021  | Saint-Jean-d'Aulps | Doriane Escané           | Carmen Haro              | Coralie Frasse-Sombet    |
| 2022  | Auron              | Tessa Worley             | Clara Direz              | Coralie Frasse-Sombet    |
| 2023  | Les Orres          | Tifany Roux              | Téa Lamboray             | Carmen Haro              |
| 2024  | Megève             | Clara Direz              | Karen Clément            | Tifany Roux              |
| 2025  | Méribel            | June Brand               | Clara Direz              | Doriane Escané           |

#### Slalom femmes

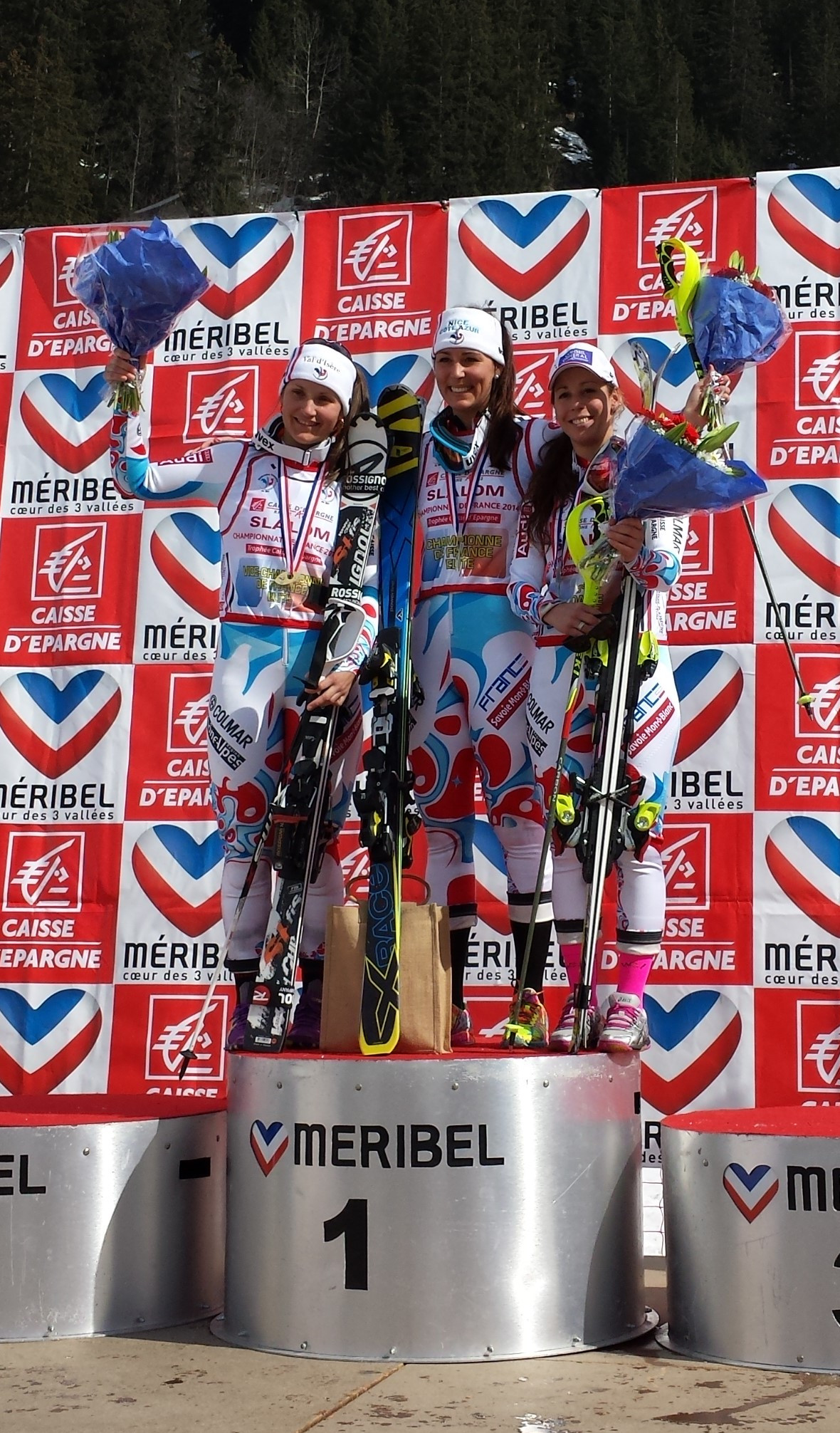
Podium du championnat de France de Slalom 2014 à Méribel : Anémone Marmottan, Nastasia Noens et Marion Bertrand (de gauche à droite)

| Année | Station           | Or                       | Argent                   | Bronze                 |
| 1950  | Briançon          | Suzanne Costamagne       | Madeleine Joguet         | Andrée Tournier        |
| 1951  | La Clusaz         | Jacqueline Martel        | Andrée Tournier          | Muriel Lip             |
| 1971  | La Plagne         | Danièle Debernard        | Odile Chalvin            | Britt Lafforgue        |
| 1972  | Morzine           | Michèle Jacot            | Christine Rolland        | Isabelle Mir           |
| 1973  | La Foux d'Allos   | Patricia Emonet          | Fabienne Serrat          | Martine Ducroz         |
| 1974  | Morzine / Avoriaz | Fabienne Serrat          | Agnès Vivet-Gros         | Odile Chalvin          |
| 1975  | Pra-Loup          | Muriel Mandrillon        | Fabienne Serrat          | Martine Couttet        |
| 1976  | Serre-Chevalier   | Patricia Emonet          | Martine Couttet          | Muriel Mandrillon      |
| 1980  | Les Orres         | Perrine Pelen            | Fabienne Serrat          | Claudine Emonet        |
| 1982  | Valberg           | Perrine Pelen            | Hélène Barbier           | Fabienne Serrat        |
| 1984  | Auron             | Christelle Guignard      | Carole Merle             | Fabienne Serrat        |
| 1986  | Les Sept Laux     | Perrine Pelen            | Małgorzata Tlałka-Mogore | Dorota Tlałka-Mogore   |
| 1987  | Megève            | Małgorzata Tlałka-Mogore | Dorota Tlałka-Mogore     | Pascaline Freiher      |
| 1995  | Morzine           | Florence Masnada         | Vanessa Vidal            | Béatrice Fillol        |
| 1996  | Vars              | Patricia Chauvet         | Laure Pequegnot          | Christel Pascal-Saioni |
| 1997  | Alpe d'Huez       | Christel Pascal-Saioni   | Vanessa Vidal            | Laure Pequegnot        |
| 1998  | Serre Chevalier   | Laure Pequegnot          | Patricia Chauvet         | Leila Piccard          |
| 1999  | La Clusaz         | Stéphanie Clément-Guy    | Hélène Richard           | Christel Pascal-Saioni |
| 2000  | Valloire          | Christel Pascal-Saioni   | Leila Piccard            | Stéphanie Clément-Guy  |
| 2001  | Courchevel        | Christel Pascal-Saioni   | Vanessa Vidal            | Valérie Cornu          |
| 2002  | Megève            | Christel Pascal-Saioni   | Vanessa Vidal            | Claire Dautherives     |
| 2003  | Les Menuires      | Laure Pequegnot          | Christel Pascal          | Raphaëlle Strub        |
| 2004  | Flaine            | Laure Pequegnot          | Vanessa Vidal            | Florine de Leymarie    |
| 2005  | Alpe d'Huez       | Laure Pequegnot          | Christel Pascal          | Florine de Leymarie    |
| 2006  | Courchevel        | Vanessa Vidal            | Sandrine Aubert          | Nastasia Noens         |
| 2007  | Val d'Isère       | Sandrine Aubert          | Florine de Leymarie      | Vanessa Vidal          |
| 2008  | Isola 2000        | Claire Dautherives       | Tessa Worley             | Julie Bordeau          |
| 2009  | Lélex             | Claire Dautherives       | Tessa Worley             | Taina Barioz           |
| 2010  | Les Menuires      | Nastasia Noens           | Marion Bertrand          | Claire Dautherives     |
| 2011  | Mont-Dore         | Sandrine Aubert          | Laurie Mougel            | Taina Barioz           |
| 2012  | Alpe d'Huez       | Nastasia Noens           | Marion Bertrand          | Tessa Worley           |
| 2013  | Peyragudes        | Laurie Mougel            | Anémone Marmottan        | Tessa Worley           |
| 2014  | Méribel           | Nastasia Noens           | Anémone Marmottan        | Marion Bertrand        |
| 2015  | Serre-Chevalier   | Laurie Mougel            | Nastasia Noens           | Clara Direz            |
| 2016  | Les Menuires      | Adeline Baud-Mugnier     | Clara Direz              | Taina Barioz           |
| 2017  | Lélex             | Adeline Baud-Mugnier     | Anne-Sophie Barthet      | Laurie Mougel          |
| 2018  | Châtel            | Nastasia Noens           | Joséphine Forni          | Ninon Esposito         |
| 2019  | Auron             | Nastasia Noens           | Ninon Esposito           | Johanna Bœuf           |
| 2020  | -                 | -                        | -                        | -                      |
| 2021  | Les Gets          | Nastasia Noens           | Caitlin McFarlane        | Perrine Clair          |
| 2022  | Auron             | Nastasia Noens           | Marie Lamure             | Caitlin McFarlane      |
| 2023  | Les Orres         | Nastasia Noens           | Chiara Pogneaux          | Caitlin McFarlane      |
| 2024  | Megève            | Marie Lamure             | Caitlin McFarlane        | Laurine Lugon-Moulin   |
| 2025  | Méribel           | Annabel Jallat           | Caitlin McFarlane        | Marion Chevrier        |

#### Combiné femmes
| Année | Station           | Or                    | Argent              | Bronze            |
| 1971  | La Plagne         | Isabelle Mir          | Danièle Debernard   | Britt Lafforgue   |
| 1972  | Morzine           | Isabelle Mir          | Christine Rolland   | Fabienne Serrat   |
| 1973  | La Foux d'Allos   | Patricia Emonet       | Fabienne Serrat     | Brigitte Jeandel  |
| 1974  | Morzine / Avoriaz | Odile Chalvin         | Fabienne Serrat     | Agnès Vivet-Gros  |
| 1975  | Pra-Loup          | Fabienne Serrat       | Muriel Mandrillon   | Patricia Emonet   |
| 1976  | Briançonnais      | Michèle Jacot         | Martine Couttet     | Patricia Emonet   |
| 1982  |                   | Françoise Bozon       |                     |                   |
| 1984  | Auron             | Rita Barbier          | Nathalie Jarnet     | Valérie Dugerdil  |
| 2008  | Auron             | Marie Marchand-Arvier | Ingrid Jacquemod    | Margot Bailet     |
| 2009  | Megève            | Marion Pellissier     | Sandrine Aubert     | Jéromine Géroudet |
| 2010  | Les Menuires      | Ingrid Jacquemod      | Jéromine Géroudet   | Adeline Baud      |
| 2011  | Tignes            | Anne-Sophie Barthet   | Ingrid Jacquemod    | Margot Bailet     |
| 2012  | Alpe d'Huez       | Nastasia Noens        | Estelle Alphand     | Tessa Worley      |
| 2013  | -                 | -                     | -                   | -                 |
| 2014  | -                 | -                     | -                   | -                 |
| 2015  | -                 | -                     | -                   | -                 |
| 2016  | -                 | -                     | -                   | -                 |
| 2017  | Val Thorens       | Adeline Baud-Mugnier  | Anne-Sophie Barthet | Romane Miradoli   |
| 2018  | -                 | -                     | -                   | -                 |
| 2019  | -                 | -                     | -                   | -                 |
| 2020  | -                 | -                     | -                   | -                 |
| 2021  | Châtel            | Doriane Escané        | Laura Gauché        | Camille Cerutti   |
| 2022  | Châtel            | Romane Miradoli       | Clarisse Brèche     | Laura Gauché      |

#### Parallèle femmes
| Année | Station      | Or                   | Argent              | Bronze          |
| 1982  | La Rosière   | Perrine Pelen        | Christelle Guignard | Anne-Flore Rey  |
| 2016  | Les Menuires | Adeline Baud-Mugnier | Morane Sandraz      | Doriane Gravier |
| 2022  | Auron        | Clara Direz          | Axelle Chevrier     | Chloé Mermoz    |

## Les plus médaillés depuis 1995

### Hommes
| Rang | Nom                   | De   | À    | Or | Argent | Bronze | Total |
| ---- | --------------------- | ---- | ---- | -- | ------ | ------ | ----- |
| 1    | Adrien Théaux         | 2007 | 2018 | 11 | 4      | 3      | 18    |
| 2    | Alexis Pinturault     | 2009 | 2022 | 9  | 5      | 4      | 18    |
| 3    | Victor Muffat-Jeandet | 2011 | 2024 | 7  | 3      | 4      | 14    |
| 4    | Clément Noël          | 2017 | 2024 | 5  | 1      | 0      | 6     |
| 5    | Jean-Pierre Vidal     | 2001 | 2005 | 5  | 0      | 0      | 5     |
| 6    | Yannick Bertrand      | 2004 | 2013 | 4  | 3      | 2      | 9     |
| 7    | Johan Clarey          | 2003 | 2021 | 3  | 4      | 5      | 12    |
| 8    | Thomas Fanara         | 2005 | 2018 | 3  | 4      | 2      | 9     |
| 9    | Antoine Deneriaz      | 1997 | 2007 | 3  | 4      | 1      | 8     |
| 10   | Cyprien Sarrazin      | 2016 | 2022 | 3  | 3      | 3      | 9     |
| 11   | Steve Missillier      | 2007 | 2015 | 3  | 2      | 6      | 11    |
| 12   | Jean-Baptiste Grange  | 2006 | 2018 | 3  | 2      | 3      | 8     |
| 13   | Pierre Paquin         | 2005 | 2009 | 3  | 2      | 2      | 7     |
| 14   | Sébastien Amiez       | 1996 | 2005 | 3  | 2      | 1      | 6     |
| 15   | Thibaut Favrot        | 2016 | 2022 | 3  | 2      | 1      | 6     |
| 16   | Mathieu Faivre        | 2010 | 2022 | 3  | 1      | 3      | 7     |
| 17   | Luc Alphand           | 1995 | 1998 | 3  | 0      | 2      | 5     |
| 18   | Maxence Muzaton       | 2011 | 2022 | 3  | 0      | 3      | 6     |
| 19   | Claude Crétier        | 2003 | 2005 | 3  | 0      | 1      | 4     |

### Femmes
| Rang | Nom                    | De   | À    | Or | Argent | Bronze | Total |
| ---- | ---------------------- | ---- | ---- | -- | ------ | ------ | ----- |
| 1    | Tessa Worley           | 2007 | 2023 | 11 | 5      | 9      | 25    |
| 2    | Ingrid Jacquemod       | 2000 | 2011 | 9  | 9      | 3      | 21    |
| 3    | Nastasia Noens         | 2006 | 2023 | 9  | 1      | 1      | 11    |
| 4    | Carole Montillet       | 1995 | 2004 | 7  | 4      | 3      | 14    |
| 5    | Marion Rolland         | 2005 | 2013 | 7  | 3      | 0      | 10    |
| 6    | Romane Miradoli        | 2012 | 2022 | 6  | 2      | 6      | 14    |
| 7    | Christel Pascal-Saioni | 1996 | 2005 | 5  | 3      | 2      | 10    |
| 8    | Régine Cavagnoud       | 1995 | 2001 | 4  | 5      | 3      | 12    |
| 9    | Marie Marchand-Arvier  | 2007 | 2015 | 4  | 5      | 1      | 10    |
| 10   | Mélanie Suchet         | 1997 | 2004 | 4  | 4      | 1      | 9     |
| 11   | Laure Pequegnot        | 1996 | 2005 | 4  | 1      | 1      | 6     |
| 12   | Adeline Baud-Mugnier   | 2010 | 2017 | 4  | 1      | 1      | 6     |
| 13   | Florence Masnada       | 1995 | 1999 | 3  | 2      | 4      | 9     |
| 14   | Aurélie Revillet       | 2006 | 2010 | 3  | 0      | 3      | 6     |

## Stations organisatrices
Nombre d'épreuves organisées par station depuis 1995
| Station         | Epreuves |
| --------------- | -------- |
| Les Menuires    | 33       |
| Alpe d'Huez     | 26       |
| Auron           | 17       |
| Serre Chevalier | 14       |
| Tignes          | 10       |
| Val d'Isère     | 10       |
| Châtel          | 9        |
| Courchevel      | 9        |
| Lélex           | 9        |
| Megève          | 9        |
| La Clusaz       | 8        |
| Peyragudes      | 8        |
| Flaine          | 7        |
| Les Arcs        | 6        |
| Méribel         | 6        |
| Valloire        | 6        |
| Mont-Dore       | 4        |
| Morzine         | 4        |
| Val Thorens     | 3        |
| Vars            | 3        |
| Isola 2000      | 2        |
| Les Carroz      | 2        |
| Val Cenis       | 1        |
| Villard-de-Lans | 1        |